# Joseph Avron

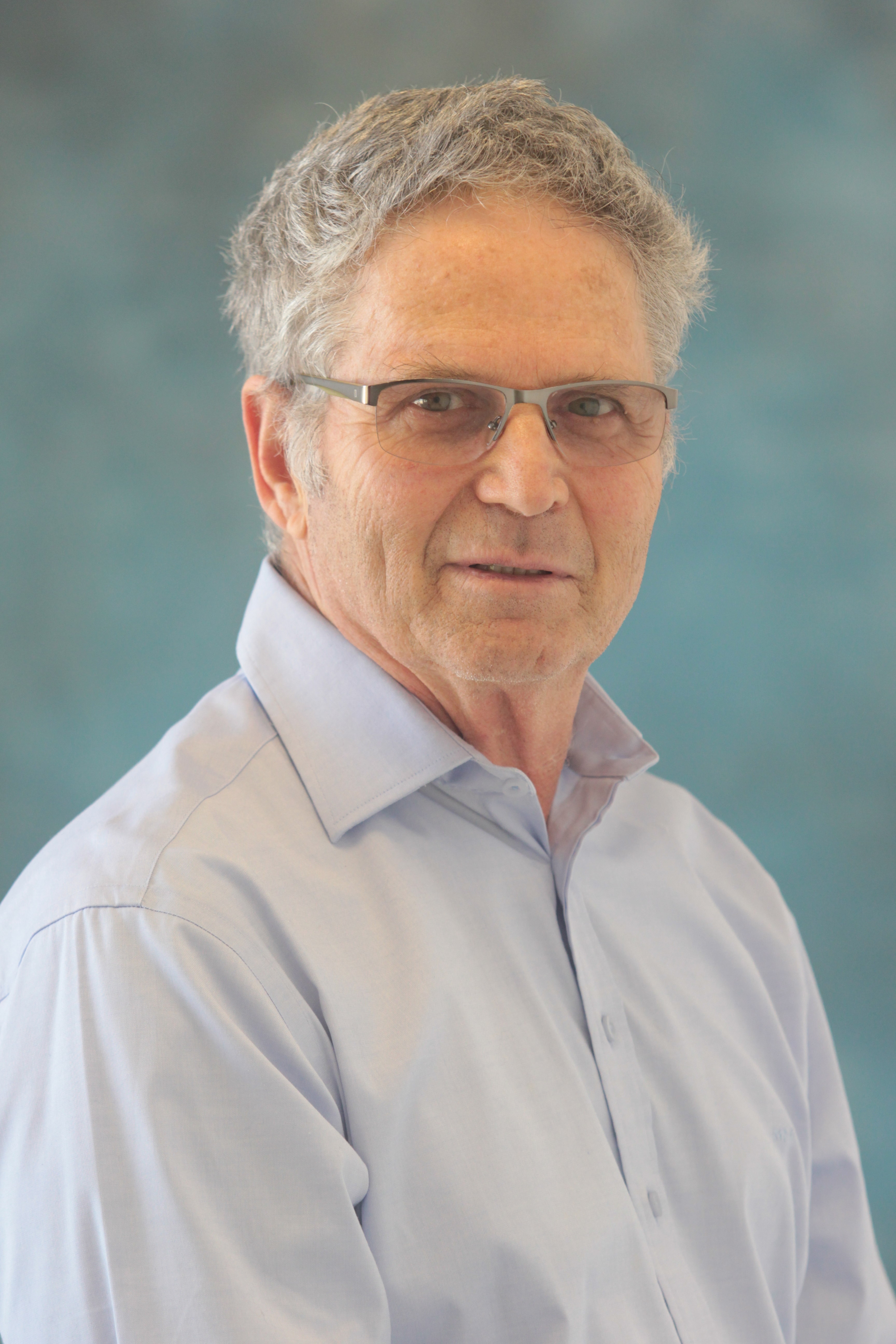
Joseph Avron (2016)

Joseph Avron, auch Yossi Avron (* 1948 in Tel Aviv), ist ein israelischer mathematischer Physiker.
Avron erwarb 1970 seinen Bachelor-Abschluss am Technion und wurde dort 1976 promoviert.  Als Post-Doktorand war er 1976/77 Wigner Fellow an der Princeton University. 1975 bis 1978 war er am Kernforschungszentrum Negev und ab 1978 forschte er am Technion. 1980/81 war er Gastprofessor (Assistant Professor) in Princeton und 1980 bis 1982 am Caltech (und nochmals 1987 bis 1989). 1983 wurde er Assistenzprofessor und 1988 Professor am Technion. Seit 2007 stand er der Physik-Fakultät vor.
Er befasst sich theoretisch und in Computersimulationen mit Quantum Engineering, der Anwendung der Quantenmechanik auf mesoskopische Phänomene in der Festkörperphysik wie im Quanten-Hall-Effekt und topologische Effekte, die dort eine Rolle spielen, verschiedene adiabatische Quantensysteme, Quanten-Transport-Phänomene in Gittern wie den Hofstadter-Schmetterling als Beispiel eines Quanten-Phasendiagramms mit unendlich vielen Phasen.
Avron befasst sich auch mit Biomechanik, zum Beispiel Schwimmen bei niedriger Reynolds-Zahl wie im Fall von Bakterien. Dort entwickelte er Mikroschwimmer Modelle und untersuchte optimales Schwimmen. Ähnlich verfolgte er auch geometrisch die Idee der Fortbewegung in eindimensionalen Fermi-Flüssigkeiten, in der die Bewegung quantisiert ist, oder deformierbarer Körper in leeren gekrümmten Räumen.
Er ist verheiratet und hat drei Kinder.

## Schriften
- mit Ruedi Seiler, Barry Simon: Charge deficiency, Charge Transport and Comparison of Dimensions, Comm. Math. Phys., Band 159, 1994, S. 399
- mit Daniel Osadchy, Ruedi Seiler A topological look at the Quantum Hall Effect, Physics Today, August 2003, S. 38
- mit J. Segert, Lorenzo Sadun, B. Simon: Chern numbers, Quaternions and Berry’s phase in Fermi systems, Commun. Math. Phys., Band 124, 1989, S. 595–627
- mit L. Sadun: Fredholm Indices and the Phase Diagram of Quantum Hall Systems, J. Math. Phys. 42, 1–14, (2001)
- mit L. Sadun: Adiabatic curvature and the S-Matrix, Commun. Math. Phys. 181, 685–7102, (1996)
- mit Seiler, L. G. Yaffe: Adiabatic theorems and applications to the quantum Hall effect, Commun. Math. Phys., Band 110, 1987, S. 33–49,
- mit R. Seiler: Quantization of the Hall conductance for general multiparticle Schrodinger operators, Phys. Rev. Lett. 54, 1985,  259–262
- mit R. Seiler, B. Simon: Homotopy and quantization in condensed matter physics, Phys. Rev. Lett. 51, 1983, 51–54
- mit I. W. Herbst: Spectral and scattering theory of Schrodinger operators related to the Stark effect, Commun. Math. Phys. 52, 1977,  239–254
- mit O. Kenneth: Entanglement and the geometry of 2 qubits, Annals of Physics, Band 324, 2009, 470–496